# Amerila brachyleuca
Amerila brachyleuca är en fjärilsart som beskrevs av Edward Meyrick 1886. Amerila brachyleuca ingår i släktet Amerila och familjen björnspinnare. Inga underarter finns listade i Catalogue of Life.